# 樹林埔頭福德廟三樹公
24°57′43″N 121°24′17″E / 24.961903°N 121.404704°E
樹林埔頭福德廟三樹公，位於臺灣新北市樹林區東園里，為烏桕、正榕及雀榕糾結而成，與樹下的土地公同受當地人祭拜。

## 樹狀
樹林埔頭福德廟三樹公位於樹林區柑園街一段38巷，在柑園三塊厝與石頭溪交界處，後方是一片原始林地。過去調查時，此三樹公以「東園古榕」之名，與柑園街二段30之1號的柑園古榕、佳園路三段41號的九龍古榕、佳園路三段134之4號的隆恩雀榕，並列為柑園珍貴樹木。1994年7月1日，樹林鎮公所農業課在勘查休耕稻田轉作時，才發現埔頭福德廟的神樹是三棵不同科系的樹所糾纏而成。據發現的農業局技士侯來換表示，他發現是烏桕、正榕及雀榕糾結而形成樹圍4.7公尺的樹狀。依特有生物研究保育中心1999年到2002年統計，依照樹幹直徑1.5公尺、高6公尺，判斷其中烏桕的樹齡，在臺灣僅次於臺北市崇德路一段268號一棵15公尺高的烏桕。

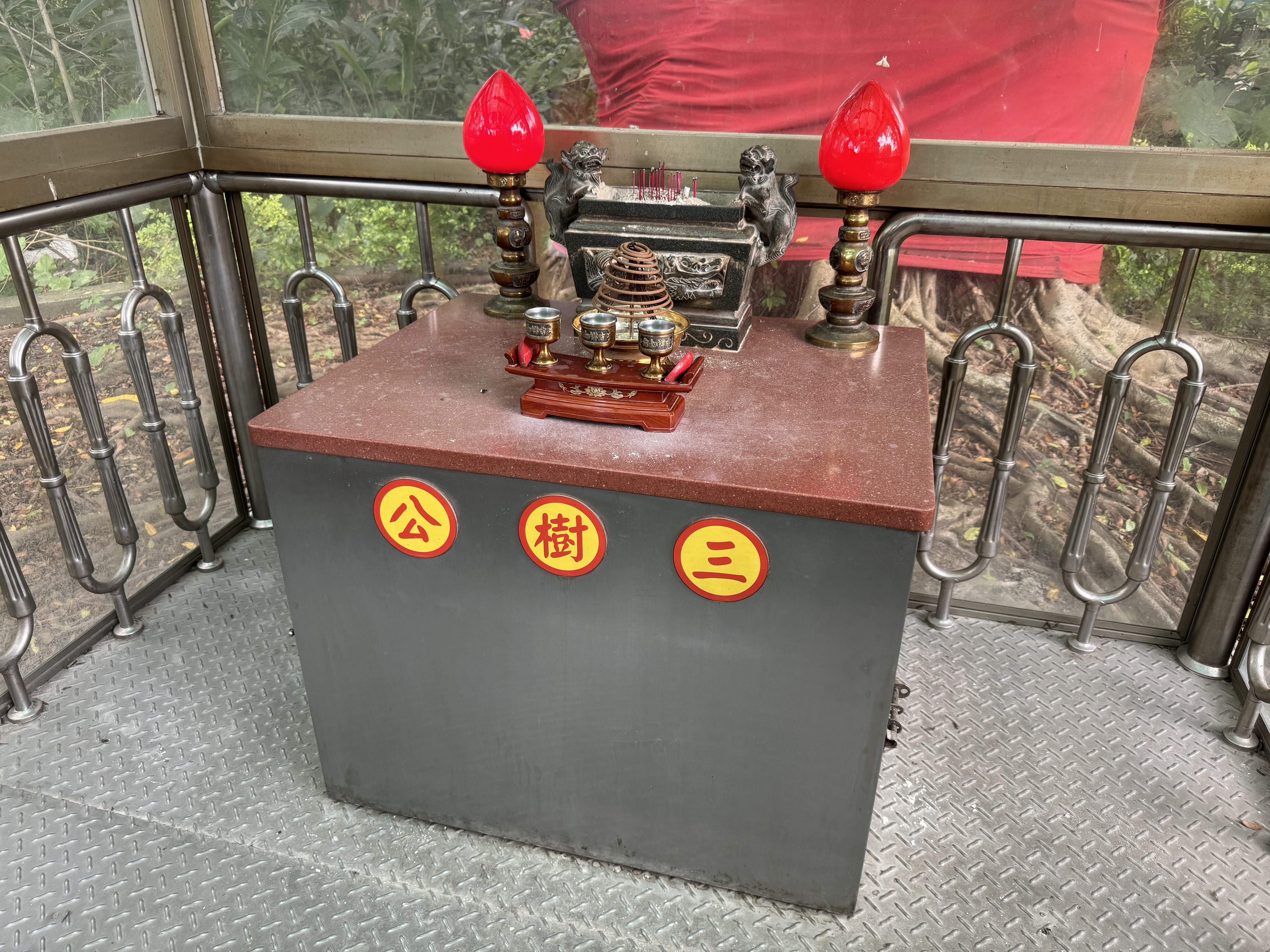
三樹公香爐

## 保護
三塊厝民眾認為此三棵老樹和平相處，會庇蔭民眾團結和諧，因此祖先才特別在樹前蓋了間土地公廟以示共享福澤。樹下的埔頭福德廟是1986年重建，依香爐篆刻可追朔到乾隆乙巳年（1785年）。
2000年11月11日，東園社區發展協會理事長陳純然等東園里民、與縣長蘇貞昌等人一起為約兩百歲的樹林埔頭福德廟三樹公慶生，由蘇縣長切蛋糕、大家替老樹繫上紅綵帶。2019年，發現有病害，由新北市綠美化環境景觀處邀請農業部林業試驗所副所長吳孟玲治療。